# 土星の太陽面通過 (冥王星)
冥王星における土星の太陽面通過（どせいのたいようめんつうか）とは、冥王星と太陽のちょうど間に土星が入り、太陽面を通過する天文現象である。
冥王星で惑星の太陽面通過が見られる頻度は、太陽系の惑星においてこれが見られる頻度に比べると低い。これは冥王星の軌道傾斜角が、太陽系の惑星と比較して大きいためである。冥王星で土星の太陽面通過が起こるのは、紀元前125000年から125000年の25万年間で9回しかない。最も直近で起こったのは紀元前2430年10月18日である。次回は39739年2月9日に起こる。
冥王星における土星の太陽面通過は、冥王星では知られている限りで最も遠くの天体による太陽面通過である。天王星の太陽面通過は計算された範疇では知られておらず、海王星の太陽面通過は軌道共鳴の関係で不可能である。

## 太陽面通過の起こる日
紀元前125000年から125000年の25万年間で起こる全ての日時は以下の通り。ここでの「BC」は紀元前を示す。日付は通過の開始時刻基準。時刻はUTC。
| 日付              | 開始時刻 | 最大食   | 終了時刻 | 通過時間      | 太陽の視直径 | 最小角距離 |
| ----------------- | -------- | -------- | -------- | ------------- | ------------ | ---------- |
| BC115707年9月1日  | 03時50分 | 20時10分 | 14時24分 | 1日10時間34分 | 0.0065°      | 0.0020°    |
| BC70859年4月15日  | 20時53分 | 10時34分 | 01時55分 | 1日05時間02分 | 0.0079°      | 0.0028°    |
| BC39752年5月24日  | 15時22分 | 00時14分 | 12時29分 | 0日21時間07分 | 0.0079°      | 0.0062°    |
| BC30164年10月14日 | 09時07分 | 01時41分 | 19時55分 | 1日10時間48分 | 0.0066°      | 0.0011°    |
| BC2430年10月18日  | 08時24分 | 20時38分 | 12時00分 | 1日03時間36分 | 0.0080°      | 0.0050°    |
| 39739年2月9日     | 10時48分 | 22時48分 | 14時10分 | 1日04時間22分 | 0.0064°      | 0.0033°    |
| 58034年1月8日     | 03時50分 | 19時55分 | 13時12分 | 1日10時間22分 | 0.0066°      | 0.0004°    |
| 104017年8月16日   | 16時19分 | 08時38分 | 01時55分 | 1日09時間36分 | 0.0065°      | 0.0007°    |
| 118672年2月8日    | 03時22分 | 13時26分 | 02時53分 | 0日23時間31分 | 0.0078°      | 0.0055°    |